# Эготизм
Эготи́зм (от греч. εγωτισμός — самовлюблённость, от греч. εγώ — я) — термин, означающий преувеличенное мнение о себе, преувеличенное чувство значения своей личности.

## Характеристика
Эготизм является одним из способов поддержания и улучшения благоприятного вида себя, и как правило, включает завышенное мнение о своих личностных особенностях и собственной значимости. Эготизм часто включает завышенное представление о своих интеллектуальных, физических и социальных способностях.
Человек обычно имеет непреодолимое чувство значимости «Я». Эготизм означает тенденцию человека размещать себя в центре мира, не заботясь о других, в том числе любимых или близких в каких-либо других условиях, кроме тех, которые устанавливаются самим человеком.
Эготизм тесно связан с «самовлюбленностью» или нарциссизмом — действительно некоторые сравнивают эготизм с общественным нарциссизмом. Эготисты имеют сильную тенденцию говорить о себе в саморекламном стиле, и они также могут быть высокомерными и хвастливыми с преувеличенным чувством собственной значимости.
Эготистом можно назвать человека, который действует, чтобы получить гораздо больше, чем то, что он или она дает другим. Эготизм реализуется за счет использования сочувствия, иррациональности или невежества других, а также используя принуждение и/или мошенничество.
Эготизм отличается как от альтруизма — бескорыстного действия в интересах окружающих, так и от эгоизма — действия исключительно в личных интересах.

## Развитие
В условиях развития можно выделить два пути — личностный и культурный.
Что касается развития личности, в процессе взросления происходит движение от эгоцентризма к социальности. Для младенцев нормально иметь завышенное — почти грандиозное — чувство эгоизма, переоценка собственного Эго регулярно появляется в формах детской любви — в значительной степени потому, что ребенок имеет фантазию о собственном всемогуществе.
Оптимальное развитие предполагает постепенное примирение с более реалистичным взглядом на собственное место в мире — снижается уровень эготизма и самовлюбленности. Менее адекватная коррекция может впоследствии привести к так называемому оборонительному эготизму, служащему в целях гиперкомпенсации ранимости, которая лежит в основе концепции собственной личности. Робин Скинер однако считает, что в целом взросление приводит к состоянию, когда «Ваше Эго все еще существует, но оно заняло своё надлежащее ограниченное место среди всех других Эго».
Однако наряду с такой позитивной траекторией снижения индивидуального эготизма в культурном плане можно отметить различные дуги развития. В то время как в девятнадцатом веке эготизм по прежнему широко рассматривался как традиционный порок — для Натаниэля Готорна эготизм был своего рода больным самосозерцанием — романтизм уже дал движение компенсирующему потоку, который Ричард Элдридж описал как своего рода «культурный эготизм, заменяющий индивидуальное воображение для исчезновения социальных традиций». Романтическая идея об индивидууме, который создает себя сам, сам все разрешает, о художественном эготизме затем широко охватила общественность в последующем веке. Китс все еще может атаковать Вордсворта за регрессивный характер его отступления в эгоистичную гордость; но к концу XX века эготизм был натурализован куда более широко Я-поколением в культуре Нарциссизма.
В XXI веке романтический эготизм рассматривается как подача в техно-капитализм двумя взаимосвязанными путями: с одной стороны, через эгоцентричного потребителя, сконцентрированного на олицетворение моды в лице себя, а с другой — через одинаково эготические призывы аутентичных протестов, которые буйствуют против машин, созданных только для производства новой товарной формы, служащих для топливной системы для дальнейшего потребления.

## Сексуальная сторона
Остается нерешённым вопрос о взаимоотношении секса и эготизма. В итоге пришли к утверждению, что любовь может изменить эготиста, дав ему или ей новое чувство смирения по отношению к другим.
Но в то же время нельзя отрицать возможности того, что эготизм может легко проявить себя в сексуальных отношениях, и действительно, пожалуй, вся сексуальность может функционировать в целях эготистических потребностей.

## Эготизм в гештальт-терапии
В гештальт-терапии под эготизмом понимается особая форма ретрофлексии. При эготизме субъект поддерживает слишком непроницаемую границу с окружающей средой. Эготизм проявляется через торможение, через удержание себя в момент, когда необходимо обратное (например, чтобы достигнуть финального контакта). При эготизме невозможно достичь спонтанности, так как не может быть отброшен осмысленный, размеренный, «педантичный» характер работы по ориентации и манипуляции.
Все эти модальности могут быть как «здоровыми», так и «нездоровыми» модальностями контакта в зависимости от того, способствуют ли они контакту с окружающей средой или нет, гибки или нет, являются они осознанными или нет, ригидны они или нет, но главным образом, позволяют ли они осуществляться функции «Эго» или, напротив, они появляются, чтобы заместить функцию «Эго». Если происходит потеря функции «Эго», то на её месте появляется один из этих феноменов границы, чтобы «занять место»: одновременно чтобы обозначить эту потерю функции «Эго» и также, чтобы её создать или поддержать. Если «место занято», тогда функция «Эго» в процессе данного опыта почти не может полноценно осуществляться.
Благодаря совокупности понятий, только что нами изложенных, можно гораздо яснее представить цели психотерапии. Гештальт-терапия дает возможность человеку восстановить свою способность устанавливать контакт и осуществлять творческое приспособление. Это предполагает, что он будет в состоянии обеспечить идентификацию и отчуждение, требуемые в его контакте с окружающей средой. Это значит, что функция «Эго» должна быть здоровой, восстановленной, очищенной в какой-то степени от того, что ей мешает действовать (то есть: от проекции, ретрофлексии, интроекции, слияния и т. д.) и гармонично связанной с другими функциями в едином «self», что позволяет человеку быть спонтанным и вовлеченным в ситуацию.